# 제2언어
제2언어(Second language, L2)는 제1언어(L1)에 추가로 사용되는 언어이다. 제2언어는 이웃언어일 수도 있고, 화자의 모국의 다른 언어일 수도 있고, 외국어일 수도 있다. 화자가 가장 많이 사용하거나 가장 편안하게 느끼는 언어인 화자의 주요 언어가 반드시 화자의 모국어일 필요는 없다. 예를 들어, 캐나다 인구 조사에서는 첫 번째 언어를 "어린 시절에 배워서 여전히 사용되는 첫 번째 언어"로 정의하며, 일부의 경우 가장 초기 언어가 손실될 수 있다는 점을 인식한다. 이는 언어 손실이라고 알려진 과정이다. 이는 어린 자녀가 학교를 시작하거나 새로운 언어 환경으로 이동할 때 발생할 수 있다.

## 같이 보기
- 컴퓨터보조 언어학습
- 양층언어
- 문법 교수